# Mariza Koch
Mariza Koch (Grieks: Μαρίζα Κωχ) (Athene, 14 maart 1944) is een Grieks zangeres.

## Biografie
Koch werd geboren in de Griekse hoofdstad uit een Griekse moeder en een Duitse vader. Ze groeide op op Thera. Koch startte haar muzikale carrière in 1971, toen ze haar eerste album uitbracht, getiteld Arabas. Het werd de eerste gouden plaat in de Griekse geschiedenis.
Ze is vooral bekend vanwege haar deelname aan het Eurovisiesongfestival 1976. De Griekse openbare omroep had haar intern geselecteerd, en ze mocht daarom Griekenland vertegenwoordigen in het Nederlandse Den Haag met Panaghia mou, Panaghia mou, een nummer dat algemeen aanzien wordt als een klaagzang over de Turkse invasie van Cyprus. Ze eindigde op de dertiende plaats.